# Eduard Sußmann
Eduard August Sußmann (* 1896 in Hamburg; † 11. Dezember 1965) war ein deutscher FDP-Politiker.

## Politische Tätigkeit
Politisch tätig war Sußmann in der Freien und Hansestadt Hamburg.

### Politische Tätigkeit in der Zeit des Nationalsozialismus
Während der NS-Zeit gehörte Sußmann der von Friedrich Ablass organisierten Gruppe Q an, der späteren Gruppe Freies Hamburg, die Verfolgten Hilfestellung leistete.

### Politische Tätigkeit nach 1945
Sußmann wurde nach dem Ende des Nationalsozialismus Gründungsmitglied der Partei Freier Demokraten (PFD), die am 20. September 1945 in Hamburg entstand. Ebenso wie beispielsweise Friedrich Ablass, Emilie Kiep-Altenloh, Johannes Büll, Christian Koch und Eduard Wilkening gehörte er dem Parteivorstand an.

### Abgeordnetentätigkeit in den Jahren 1953–1965
Sußmann zählte zu den Redaktionsausschussmitgliedern der Monatsschrift Der Hanseat, welche von der CDU 1952 gegründet worden war. Diese diente dem Hamburg-Block 1953 als Publikationsorgan für den Bürgerschafts- und Bundestagswahlkampf.
Zwölf Jahre lang war Sußmann als FDP-Mitglied Abgeordneter der Hamburgischen Bürgerschaft; von 1953 bis zu seinem Tod im Jahr 1965.
Zeitweilig hatte er die Funktion des Fraktionsgeschäftsführers inne.

## Schriften
- Eduard Sußmann: Liberale in der Verantwortung. Vorgeschichte und Entwicklung der FDP, Hamburg 1964.